# Кісцинне
Кісцинне (пол. Kiścinne) — село в Польщі, у гміні Чоснув Новодворського повіту Мазовецького воєводства.
Населення — 70 осіб (2011).
У 1975—1998 роках село належало до Варшавського воєводства.

## Демографія
Демографічна структура станом на 31 березня 2011 року:
|          | Загалом | Допрацездатний вік | Працездатний вік | Постпрацездатний вік |
| -------- | ------- | ------------------ | ---------------- | -------------------- |
| Чоловіки | 37      | 10                 | 21               | 6                    |
| Жінки    | 33      | 7                  | 16               | 10                   |
| Разом    | 70      | 17                 | 37               | 16                   |